# Downieville (Californie)
Pour les articles homonymes, voir Downieville.
La census-designated place de Downieville est le siège du comté de Sierra, dans l'État de Californie, aux États-Unis. Sa population s’élevait à 282 habitants lors du recensement de 2010. 
Downieville n’est pas incorporée.

## Démographie
| 2000 | 2010 | - | - | - | - |
| ---- | ---- | - | - | - | - |
| 131  | 282  | - | - | - | - |

## Source
- (en) Cet article est partiellement ou en totalité issu de l’article de Wikipédia en anglais intitulé « Downieville, California » (voir la liste des auteurs).